# Måsbo
Måsbo med Getkläppen är en ö i Åland (Finland). Den ligger i Skärgårdshavet och i kommunen Sottunga i landskapet Åland, i den sydvästra delen av landet. Ön ligger omkring 46 kilometer öster om Mariehamn och omkring 230 kilometer väster om Helsingfors.
Öns area är 13,9 hektar och dess största längd är 0,7 kilometer i nord-sydlig riktning. Ön höjer sig omkring 10 meter över havsytan.

## Delöar och uddar
- Måsbo 60°02′32″N 20°45′54″Ö / 60.04217°N 20.76504°Ö
- Getkläppen 60°02′28″N 20°45′51″Ö / 60.04101°N 20.7642°Ö